# تپه کشنین
تپه کشنین مربوط به سده‌های اولیه دوران‌های تاریخی پس از اسلام است و در شهرستان قزوین، بخش مرکزی، روستای اردبیلک واقع شده و این اثر در تاریخ ۲۵ اسفند ۱۳۸۰ با شمارهٔ ثبت ۵۴۹۹ به‌عنوان یکی از آثار ملی ایران به ثبت رسیده است.